# Jannat Shahr
Jannat Shahr (persiska: جنت شهر) är en ort i Iran.   Den ligger i provinsen Fars, i den centrala delen av landet, 800 km söder om huvudstaden Teheran. Jannat Shahr ligger 1 155 meter över havet och antalet invånare är 10 817.
Terrängen runt Jannat Shahr är varierad.Runt Jannat Shahr är det glesbefolkat, med 20 invånare per kvadratkilometer. Närmaste större samhälle är Dārāb, 17,6 km nordväst om Jannat Shahr. Trakten runt Jannat Shahr är ofruktbar med lite eller ingen växtlighet.